# Quận Greenville, South Carolina
Quận Greenville là một quận ở bang South Carolina, Hoa Kỳ. Dân số năm 2000 là 395.357 người, là quận đông dân nhất bang này. Quận này thuộc vùng đô thị Greenville–Mauldin–Easley Greenville-Mauldin-Easley. Quận lỵ đóng ở Greenville.6

## Địa lý
Theo Cục điều tra dân số Hoa Kỳ, quận có tổng diện tích 795 dặm Anh vuông (2.059 km²), trong đó, 790 dặm Anh vuông (2.046 km²) là diện tích đất và 5 dặm Anh vuông (13 km²) trong tổng diện tích (0.61%) là diện tích mặt nước.1

### Các quận giáp ranh
- Quận Henderson, Bắc Carolina - Bắc
- Quận Polk, Bắc Carolina - Đông bắc
- Quận Spartanburg, Nam Carolina - Đông
- Quận Laurens, Nam Carolina - Đông nam
- Quận Abbeville, Nam Carolina - Nam
- Quận Anderson, Nam Carolina - Tây nam
- Quận Pickens, Nam Carolina - Tây
- Quận Transylvania, Bắc Carolina - Tây bắc

## Thông tin nhân khẩu
Theo cuộc điều tra dân số2 tiến hành năm 2000, quận này có dân số 395.357 người, 149.556 hộ, và 101.997 gia đình. Mật độ dân số là 480 người trên mỗi dặm Anh vuông (186/km²). Có 162,803 đơn vị nhà ở với một mật độ bình quân là 206 trên mỗi dặm Anh vuông (80/km²). Cơ cấu chủng tộc của dân cư sinh sống tại quận này gồm 77,53% người da trắng, 18,30% người da đen hoặc người Mỹ gốc Phi, 0,19% là thổ dân Mỹ, 1,38% người châu Á, 0,05% người đảo Thái Bình Dương, 1,42% từ các chủng tộc khác, và 1,14% từ hai hay nhiều chủng tộc. 
Có 149.556 hộ trong đó có 31,90% có con cái dưới tuổi 18 sống chung với họ, 52.30% là những cặp kết hôn sinh sống với nhau, 12,30% có một chủ hộ là nữ không có chồng sống cùng, và 31.80% là không gia đình. 26,80% trong tất cả các hộ gồm các cá nhân và 8,50% có người sống một mình có tuổi 65 tuổi hay già hơn. Quy mô trung bình của hộ là 2,47 còn quy mô trung bình của gia đình là 3,00.
Phân bố độ tuổi của cư dân sinh sống trong huyện là 24.60% of the population was dưới độ tuổi 18, 9,60% từ 18 đến 24, 31.20% từ 25 đến 44, 22.80% từ 45 đến 64, và 11.70% who are 65 tuổi hay già hơn. Độ tuổi trung bình là 36 tuổi. Mỗi 100 nữ, có 94,80 nam giới. Cứ mỗi 100 nữ giới có độ tuổi 18 và lớn hơn thì, có 91,60 nam giới.
Thu nhập bình quân của một hộ ở quận này là $41.149, và thu nhập bình quân của một gia đình ở quận này là $50.332. Nam giới có thu nhập bình quân $37.313 so với mức thu nhập $26.034 đối với nữ giới. Thu nhập bình quân đầu người của quận là $22.081. About 7.90% gia đình và 10.50% dân số sống dưới ngưỡng nghèo, bao gồm 13.20% dưới độ tuổi 18 và 10.60% từ 65 tuổi trở lên.

## Các khu vực dân cư

### Các thành phố
- Fountain Inn
- Greenville
- Greer
- Mauldin
- Simpsonville
- Travelers Rest

### Các cộng đồng không hợp nhất
- Berea
- Blue Ridge
- City View
- Dunean
- Five Forks
- Gantt
- Golden Grove
- Judson
- Parker
- Piedmont
- Sans Souci
- Slater-Marietta
- Taylors
- Tigerville
- Wade Hampton
- Welcome